# NGC 2255
NGC 2255 é uma galáxia espiral barrada (SBc) localizada na direcção da constelação de Columba. Possui uma declinação de -34° 48' 42" e uma ascensão recta de 6 horas, 33 minutos e 58,6 segundos.
A galáxia NGC 2255 foi descoberta em 2 de Fevereiro de 1835 por John Herschel.